# NHK北房ラジオ中継放送所
NHK北房ラジオ中継放送所（エヌエイチケイほくぼうラジオちゅうけいほうそうしょ）は、岡山県真庭市にあるNHK岡山放送局ラジオ第1放送の中継局である。

## 概要
- 当中継局が置かれている地域は、これまで岡山本局を受信していたが、地理的要因や外国からの混信のため、特に夜間の放送が良好に受信出来ない状態だったが、それを改善するために当中継局を開局させた。
- なお、ラジオ第2放送は引き続き岡山本局をRSK山陽放送ラジオは落合中継局を受信している。

## 中継局概要
| 放送局名             | 周波数  | 空中線電力 | 放送対象地域 | 放送区域内世帯数 | 開局年月日    |
| -------------------- | ------- | ---------- | ------------ | ---------------- | ------------- |
| NHK岡山ラジオ第1放送 | 1584kHz | 100W       | 岡山県       | 約4300世帯       | 2005年8月29日 |

- 放送エリアは、真庭市と高梁市の各一部地域。
- 中継局置局住所は、真庭市上水田4454番地。中継局のため呼出符号は持たず、呼出名称はNHKほくぼうだいいいちほうそう。

### 補足
- なお、当中継局開局で夜間の受信環境改善される世帯は、放送区域内世帯数約4300世帯の約51%にあたる約2200世帯。